# John Craig Venter
John Craig Venter (14 d'octubre del 1946, Salt Lake City) és un biòleg i home de negocis estatunidenc. Va començar la seva carrera acadèmica col·legi comunitari del College of San Mateo (Califòrnia), després d'allistar-se a la marina dels Estats Units en la Guerra del Vietnam. En tornar va obtenir la llicenciatura de bioquímica el 1972 i el doctorat en fisiologia i farmacologia el 1975, ambdós de la Universitat de Califòrnia, San Diego. Després de treballar a la Universitat de Buffalo, de Nova York va ingressar al National Institutes of Health el 1984.
Mentre era al NIH en Venter va aprendre la tècnica per a identificar ràpidament gran part dels ARN missatgers presents en una cèl·lula, i va començar a fer-ho servir per identificar ràpidament gens del cervell humà. Les seqüències que feia servir són les conegudes com a EST. En un controvertit procés legal en Venter va provar de patentar-les, però va perdre el cas.
Va ser el president fundador de Celera Genomics, esdevenint famós en endegar el seu propi Projecte del Genoma Humà el 1999, al marge del consorci públic, amb propòsits comercials i fent servir la tècnica shotgun sequencing. Celera va fer servir l'ADN de cinc individus diferents per generar la seqüència del genoma humà; hi ha sospites de què un dels 5 individus teòricament anònims del projecte va ser el mateix Venter. A principis del 2002, Celera va acomiadar de sobte en Venter després de fer-se clar que vendre les dades del genoma no seria rendible alhora que ell feia esforços per oposar-se a un canvi estratègic de direcció de la companyia.
Va fundar The Institute for Genomic Research (TIGR) el 1992. Actualment és el president del J. Craig Venter Institute, creat i fundat pel TIGR. El juny del 2005, va cofundar Synthetic Genomics, una firma dedicada a l'ús de microorganismes modificats genèticament per a la producció d'etanol i hidrogen com a combustibles alternatius.
Des del 2004 està navegant al voltant del món amb el seu iot de luxe Sorcerer II que considera una actualització dels grans viatges científics dels segles XVIII i xix a bord del HMS Beagle i el HMS Challenger. Està capturant l'ADN dels virus i bacteris en paper de filtre i enviant-lo per ser seqüenciat i analitzat en les seves prefectures de Rockville, Maryland. L'esperança és descobrir desenes o fins i tot centenars de milions de gens nous, un munt immens d'informació sobre la biodiversitat de la terra. Assegura que d'aquesta manera serà possible extrapolar estadísticament la vida de la terra, posant tot el que va oblidar en Darwin en context. Els microorganismes també poden tenir la clau per a generar una quasi infinita quantitat d'energia, desenvolupar poderosos fàrmacs i netejar la contaminació duta pels humans. El viatge també pot ser profitós per a respondre preguntes sobre la microevolució i la supervivència de les espècies. El govern estatunidenc està subvencionant la travessa a través del Departament d'Energia.